# Loi allemande sur la réglementation de l'accès au barreau du 7 avril 1933
Ne doit pas être confondu avec Loi allemande du 7 avril 1933 sur l'harmonisation des Länder et du Reich ou Loi allemande sur la restauration de la fonction publique du 7 avril 1933.

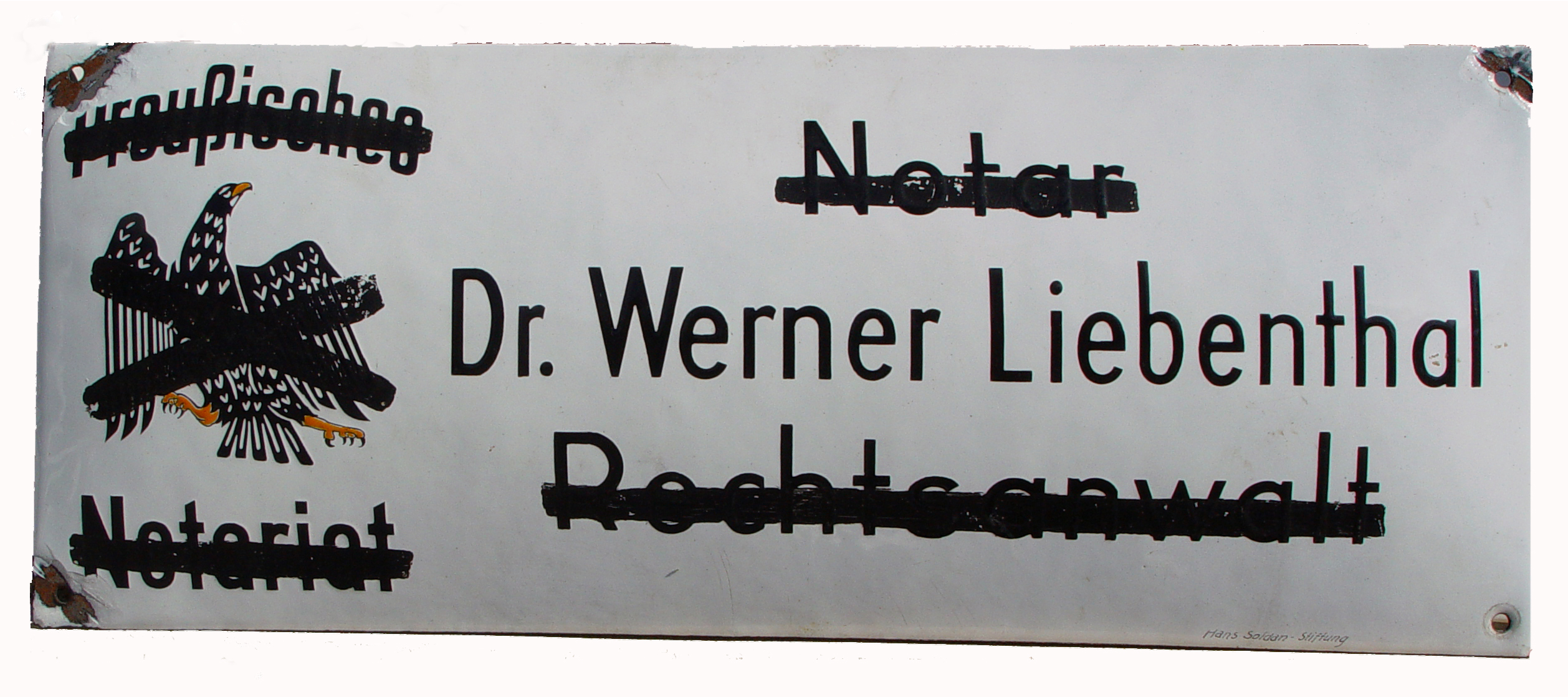
Plaque d'un avocat juif destitué par la loi d'avril 1933.

La loi du 7 avril 1933 sur la réglementation de l'accès au barreau (Gesetz über die Zulassung zur Rechtsanwaltschaft) fut une disposition légale qui permit aux nazis d'entamer l'exclusion des Juifs de la profession d'avocat. Promulguée le même jour que la loi sur la restauration de la fonction publique, elle constitua le point de départ d'une législation antisémite qui allait culminer avec les lois de Nuremberg. Elle fut abrogée par la loi no 1 du Conseil de contrôle allié portant abrogation du droit nazi du 20 septembre 1945.

## Contexte
Le chef du parti nazi, Adolf Hitler, est nommé chancelier du Reich par le président Paul von Hindenburg, le 30 janvier 1933.
Dès leur arrivée au pouvoir, les nazis lancent, sans aucune base légale, une vague de révocation dans la fonction publique. Après les élections du 5 mars 1933, la violence antisémite se généralise : les membres de la SA se déchaînent contre les Juifs, allant jusqu'à commettre des assassinats.
Au même moment, le parti nazi lance une campagne visant à écarter les juges juifs, en particulier ceux chargés d'affaires pénales ; mi-mars, ce mot d'ordre est mis à exécution dans de nombreux Länder, comme la Prusse, la Bavière, le Bade, le Wurtemberg et la Saxe : les ministres de la Justice de ces États transfèrent les juges visés vers des cours civiles ou les persuadent de demander des congés sans limitation de durée. Le 20 mars, le ministère d'État de Prusse fait savoir au ministère de la Justice du Land qu'il a l'intention d'imposer des conditions restrictives à l'exercice de fonctions judiciaires pour ceux qui ne sont pas de confession chrétienne ; le même jour, le ministère de la Justice adresse au ministère d'État un projet de loi révoquant les juges et procureurs non chrétiens nommés après le 9 novembre 1918, à l'exception des anciens combattants. Toujours au cours du printemps 1933, l'association des juristes allemands nationaux-socialistes (Bund Nationalsozialistischer Deutscher Juristen) réclame l'exclusion des Juifs de tous les aspects de la vie juridique, ainsi que celle des partisans de la république, des démocrates, socialistes et pacifistes
Ces « épurations » sont une première mise en œuvre du programme en 25 points du 24 février 1920, et notamment de son article 6.
Les actions antisémites menées en dehors de tout cadre juridique culminent avec le boycott du 1er avril 1933, dans toute l'Allemagne, des commerces et entreprises juives, prôné, avec l'accord de Hitler, par Julius Streicher et préparé dès la mi-mars. Le boycott vise également, de manière expresse, les juges et avocats juifs. Dans son ensemble, le boycottage est un échec en raison de la passivité de la population allemande et de réactions de mécontentement dans une partie de celle-ci.
Début avril, dans la foulée de l'élaboration de la loi sur la restauration de la fonction publique, un texte visant à exclure les Juifs du barreau est rédigé à la hâte, puis signé et promulgué le 7 avril par Hitler et son ministre de la Justice, Franz Gürtner.

## Dispositif juridique
Le préambule du texte précise que la loi a été décidée par le gouvernement du Reich et le texte n'est signé que par le chancelier Adolf Hitler et le Ministre de la Justice, Franz Gürtner ; comme pour la loi sur la restauration de la fonction publique, il s'agit donc d'une disposition législative prise sur la base de la loi des pleins pouvoirs, sans aval parlementaire ni contreseing présidentiel.
En son 1er paragraphe, 1°, la loi permet de radier du barreau les avocats « non-aryens », au sens de la loi sur la restauration de la fonction publique à laquelle il est fait explicitement référence, à partir du 30 septembre 1933. Le 2° du même alinéa précise que cette disposition ne s'applique pas aux avocats en activité depuis le 1er août 1914, à ceux qui ont combattu sur le front durant la Première Guerre mondiale pour l'Allemagne ou ses alliés, ou qui ont perdu un père ou un fils au cours du conflit. Le 3e paragraphe prévoit la radiation des avocats qui ont eu des activités de type communiste. Les §§ 5 et 6 permettent aux entreprises d'utiliser la radiation comme un motif de rupture de contrat par l'employeur et  aux bailleurs de résilier les baux conclus à titre professionnel par des avocats radiés.

## Conséquences et suites
Au début des années 1930, l'Allemagne compte environ 19 500 avocats dont 4 394 sont considérés comme d'origine juive ; 1 500 sont radiés du barreau à la suite de l'entrée en vigueur de la loi. Dans un premier temps, les exemptions prévues par le §2, 2° de la loi et par le §3 de la loi sur la restauration de la fonction publique permettent à 336 juges et procureurs juifs sur 717 et à 3 167 avocats juifs sur 4 585 de conserver leur poste. Sur les 2 900 avocats juifs toujours en fonction en octobre 1933, seuls 1 753 exercent encore leur profession début 1938 ; en septembre 1938, une loi interdit définitivement aux Juifs toute activité juridique.

## Abrogation

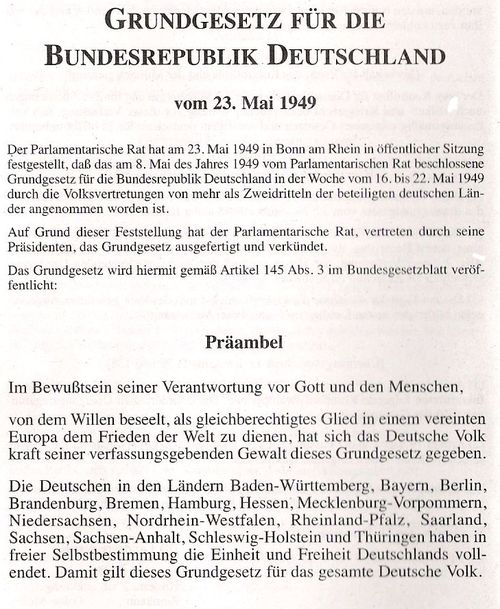
Préambule de la Loi fondamentale du 23 mai 1949

La loi sur la réglementation de l'accès au barreau est abrogée via la loi no 1 du Conseil de contrôle allié du 20 septembre 1945 portant abrogation du droit nazi. En République fédérale allemande, l'article 123, § 1, de la loi fondamentale du 23 mai 1949, placé sous le titre des dispositions transitoires et finales, stipule que « Le droit en vigueur antérieurement à la première réunion du Bundestag demeure en vigueur dans la mesure où il n'est pas contraire à la loi fondamentale ». De par cet article, la loi sur la réglementation de l'accès au barreau, comme la Reichstagsbrandverordnung ou les lois de Nuremberg n'est donc plus en vigueur, notamment en raison de la violation flagrante des articles 1 à 20 de la loi fondamentale, relatifs aux libertés publiques. En République démocratique allemande, la Constitution du 7 octobre 1949 abroge, via son article 144, les dispositions qui lui sont contraires et a une portée semblable à celle de l'article 123, § 1, de la loi fondamentale, qui s'applique à l'Allemagne réunifiée depuis le 3 octobre 1990. Les derniers vestiges des textes législatifs inspirés ou adoptés par les nazis sont réduits à néant par la Gesetz zur Aufhebung nationalsozialistischer Unrechtsurteile in der Strafrechtsplege (« Loi d'abrogation des peines nationales-socialistes injustes prévues dans le Code pénal ») du 25 août 1998, entrée en vigueur le 1er septembre 1998.